# 2008年夏季残疾人奥林匹克运动会马术比赛
2008年夏季残疾人奥林匹克运动会马术比賽由9月7日至9月11日（另有9月12日作为机动日）在香港奧運馬術比賽場地舉行，比賽合共產生11枚金牌。

## 比赛分级
骑手按照其行为能力，而不是骑马技巧和能力分级，I级骑手比IV级骑手的残疾度更高。
- I级：主要是无法保持躯干平衡的轮椅使用者和／或所有四肢功能损伤或无法保持躯干平衡但有好的上肢功能。其中Ia级只完成漫步，Ib级完成漫步和快步。
- II级：主要是轮椅使用者或那些躯干有严重运动损伤，具有轻微上肢功能者，或有严重程度的单侧损害者。完成漫步和快步。
- III级：可以没有支撑能走动的中等程度单侧损害者或四肢中等程度的损害者，或严重的上肢损害者。为了行走较长的距离或由于缺乏行走的持久力，需要使用轮椅的运动员以及双眼完全丧失视力的运动员。完成漫步、快步和跑步。
- IV级：单肢或双肢损伤或者有一定程度的视觉障碍者。完成漫步、快步和伸长跑步。

## 比賽項目
马术比赛项目不分性别，男女同场竞技，本屆马术比賽設有11個比賽項目，包括：

| - 个人锦标赛Ia级 - 个人锦标赛Ib级 - 个人锦标赛II级 - 个人锦标赛III级 - 个人锦标赛IV级 - 团体公开级 | - 个人自选动作Ia级 - 个人自选动作Ib级 - 个人自选动作II级 - 个人自选动作III级 - 个人自选动作IV级 |  |

## 參賽資格
本屆残奥会马术比賽總共有78名運動員參賽，各個國家及地區残奥委会最多可以派出5名运动员，但同一单项不能超过3名运动员，参赛运动员必须在 2006 年 1 月日到 2008 年 1 月 30 日之间，在残疾人马术协会资格赛的个人或者团体比赛项目中获得至少 60% 积分。残疾人马术协会保留在 2006 年 12 月 31 日之前队资格赛赛场进行调整的权利。对于外卡的参赛资格，马术协会（FEI）和国际残奥会委员会将会从候选人进行考虑，不参考资格赛成绩。团体赛参赛队最少三名最多四名运动员，其中至少有一名 Ia 级 、 Ib 级或 II 级运动员。

### 資格賽名額
| 資格賽                      | 出線資格                                 | 总名額數量 | 备注                                         |
| --------------------------- | ---------------------------------------- | ---------- | -------------------------------------------- |
| 2007 残疾人马术协会世界锦标 | 排名前3的运动队各获5个名额               | 15個       |                                              |
| 残疾人马术协会团体排名      | 第一名获得5个，第2-6名各获4个            | 25个       |                                              |
| 残疾人马术协会个人排名      | 亚洲区各级别第1                          | 5个        | 若第1已获参赛资格，则依次递补                |
| 残疾人马术协会个人排名      | 非洲区各级别第1                          | 5个        | 若第1已获参赛资格，则依次递补                |
| 残疾人马术协会个人排名      | 美洲区各级别第1                          | 5个        | 若第1已获参赛资格，则依次递补                |
| 残疾人马术协会个人排名      | 欧洲区各级别第1                          | 5个        | 若第1已获参赛资格，则依次递补                |
| 残疾人马术协会个人排名      | 大洋洲区各级别第1                        | 5个        | 若第1已获参赛资格，则依次递补                |
| 残疾人马术协会个人排名      | Ia级排名前3                              | 3个        | 若该条件运动员已获参赛资格，则依排名依次递补 |
| 残疾人马术协会个人排名      | Ib级排名前3                              | 3个        | 若该条件运动员已获参赛资格，则依排名依次递补 |
| 東道主- 中国                | 自行挑选                                 | 4個        |                                              |
| 外卡                        | 由国际残奥会委员和残疾人马术协会共同决定 | 3个        |                                              |
| 合计                        | 合计                                     | 78个       |                                              |

### 资格获得情况
- Ref:[2]

| 国家地区残奥会 | 资格数量 | 团体人数 |
| -------------- | -------- | -------- |
| 阿根廷         | 1        |          |
|                | 5        | 4        |
| 奥地利         | 1        |          |
| 比利时         | 2        |          |
| 百慕大         | 1        |          |
| 巴西           | 4        | 4        |
| 加拿大         | 5        | 4        |
| 中国/ 香港     | 1        |          |
|                | 2        |          |
| 丹麦           | 4        | 4        |
| 芬兰           | 1        |          |
| 法國           | 2        |          |
| 英国           | 7        | 5        |
| 德国           | 5        | 5        |
| 香港/ 中国     | 1        |          |
| 爱尔兰         | 1        |          |
| 以色列         | 1        |          |
| 義大利         | 3        |          |
| 日本           | 1        |          |
| 荷蘭           | 4        | 4        |
| 挪威           | 5        | 5        |
| 秘魯           | 1        |          |
| 波蘭           | 1        |          |
| 葡萄牙         | 1        |          |
| 南非           | 4        |          |
| 俄羅斯         | 2        |          |
| 新加坡         | 1        |          |
| 斯洛伐克       | 1        |          |
| 瑞典           | 3        |          |
| 美国           | 5        | 5        |
| 總計：         | 76       | 40       |

## 各國獎牌榜
| 排名 | 国家／地区    | 金牌 | 银牌 | 铜牌 | 總數 |
| ---- | ------------- | ---- | ---- | ---- | ---- |
| 1    | 英国（GBR）   | 5    | 5    | 0    | 10   |
| 2    | 德国（GER）   | 3    | 1    | 2    | 6    |
| 3    | 南非（RSA）   | 2    | 0    | 0    | 2    |
| 4    | 加拿大（CAN） | 1    | 1    | 0    | 2    |
| 5    | 挪威（NOR）   | 0    | 3    | 1    | 4    |
| 6    | 丹麦（DEN）   | 0    | 1    | 2    | 3    |
| 7    | （AUS）       | 0    | 0    | 2    | 2    |
| 7    | 巴西（BRA）   | 0    | 0    | 2    | 2    |
| 7    | 新加坡（SIN） | 0    | 0    | 2    | 2    |
| 总计 | 总计          | 11   | 11   | 11   | 33   |

## 各項成績
| 项目              | 金牌                                                                  | 金牌    | 银牌                                                                              | 银牌    | 铜牌                                                            | 铜牌    |
| 个人锦标赛Ia级    | 安妮·邓纳姆 · 英国（GBR） · 特迪                                      | 73.1    | 索菲·克里斯琴森姆 · 英国（GBR） · 朗布鲁斯科三世                                  | 72.8    | 劳伦希娅·谭 · 新加坡（SIN） · 哈维                              | 68.8    |
| 个人锦标赛Ib级    | 李·皮尔逊 · 英国（GBR） · 绅士                                        | 73.238  | 延斯·多坎 · 挪威（NOR） · 拉库尔                                                  | 68.857  | 马科斯·阿尔维斯 · 巴西（BRA） · 卢特尼德韦内                    | 67.714  |
| 个人锦标赛II级    | 布丽塔·纳佩尔 · 德国（GER） · 天使15                                  | 71.909  | 劳伦·巴威克 · 加拿大（CAN） · 念珠藤                                              | 68.454  | 卡罗琳·尼尔森 · 丹麦（DEN） · 哈蒂姆廷                          | 68.182  |
| 个人锦标赛III级   | 汉内洛蕾·布伦纳 · 德国（GER） · 世界女人                              | 71.44   | 安妮卡·里克·达尔斯科乌 · 丹麦（DEN） · 阿法瓦达里尔                               | 71.04   | 贝蒂娜·艾斯特尔 · 德国（GER） · 非凡5                           | 70.88   |
| 个人锦标赛IV级    | 菲莉帕·约翰逊 · 南非（RSA） · 贝内迪克特                              | 69.290  | 安·吕贝 · 挪威（NOR） · 赞科                                                      | 68.516  | 乔治娅·布鲁斯 · （AUS） · 萨鲁特                                | 68.258  |
| 个人自选动作Ia级  | 索菲·克里斯琴森姆 · 英国（GBR） · 朗布鲁斯科三世                      | 76.166  | 安妮·邓纳姆 · 英国（GBR） · 特迪                                                  | 73.133  | 劳伦希娅·谭 · 新加坡（SIN） · 哈维                              | 70.167  |
| 个人自选动作Ib级  | 李·皮尔逊 · 英国（GBR） · 绅士                                        | 77.057  | 里基·巴尔肖 · 英国（GBR） · 乔治                                                  | 70.444  | 马科斯·阿尔维斯 · 巴西（BRA） · 卢特尼德韦内                    | 67.333  |
| 个人自选动作II级  | 劳伦·巴威克 · 加拿大（CAN） · 念珠藤                                  | 72.776  | 费莉西蒂·库尔撒德 · 英国（GBR） · 罗费拉尔                                        | 71.056  | 布丽塔·纳佩尔 · 德国（GER） · 天使15                            | 70.277  |
| 个人自选动作III级 | 汉内洛蕾·布伦纳 · 德国（GER） · 世界女人                              | 71.44   | 西蒙·劳伦斯 · 英国（GBR） · 海洋之钻                                              | 71.04   | 安妮卡·里克·达尔斯科乌 · 丹麦（DEN） · 阿法瓦达里尔             | 70.88   |
| 个人自选动作IV级  | 菲莉帕·约翰逊 · 南非（RSA） · 贝内迪克特                              | 77.272  | 安·吕贝 · 挪威（NOR） · 赞科                                                      | 75.046  | 乔治娅·布鲁斯 · （AUS） · 萨鲁特                                | 74.319  |
| 团体公开级        | 英国（GBR） · 索菲·克里斯琴森 · 安妮·邓纳姆 · 西蒙·劳伦斯 · 李·皮尔逊 | 439.608 | 德国（GER） · 汉内洛蕾·布伦纳 · 布丽塔·纳佩尔 · 安格莉卡·特拉贝特 · 斯特芬·蔡比希 | 413.532 | 挪威（NOR） · 延斯·多坎 · 玛丽耶特·嘉宝 · 安·吕贝 · 西格丽德·安 | 404.343 |

## 外部連結
- 本屆残奧会各項項目比賽時間表
- . BOCOG.   [2008-07-06]. （原始内容 (htm)存档于2008-09-05）.
- 国际残奥会官方网站（页面存档备份，存于）
- 国际马术联合会（页面存档备份，存于）
- 香港馬術總會（中國香港體育協會暨奧林匹克委員會會員機構）（英文）